# Robert Storr
Robert Storr, född 1949, är en amerikansk konsthistoriker och  kurator.
Robert Storr utbildade sig i historia och franska på Swarthmore College med en kandidatexamen 1972 och i konsthistoria med en magisterexamen på  School of the Art Institute of Chicago 1978.
Mellan 1990 och 2002 var Robert Storr kurator på Museum of Modern Arts måleri- och skulpturavdelning i New York. Åren 2002–06 var han professor i konsthistoria på Institute of Fine Arts på New York University. Han har därefter varit prefekt för Yale School of Art från 2006 fram till 2016. Han var också konstnärlig ledare för Konstbiennalen i Venedig  2007.